# Mémorial britannique de La Ferté-sous-Jouarre
Le mémorial franco-britannique de La Ferté-sous-Jouarre est un monument commémoratif de la Première Guerre mondiale, situé sur le territoire de la commune de La Ferté-sous-Jouarre, dans le département de Seine-et-Marne.

## Historique
Le mémorial fut inauguré le 4 novembre 1928 en présence du maréchal Foch, du général Weygand, de George Milne et de William Pulteney. Il est dédié aux soldats du corps expéditionnaire britannique disparus sans tombe connue entre août et octobre 1914, en particulier durant la Bataille de la Marne. La Ferté-sous-Jouarre fut un des théâtres de ces combats acharnés.

## Caractéristiques
Le mémorial à la mémoire du corps expéditionnaire britannique, de forme parallélépipédique, est construit en pierre calcaire. Sur ses parois sont gravés les noms de 3 888 officiers et soldats disparus lors de la bataille. Le monument est l'œuvre du sculpteur George Hartley Goldsmith. Il est surmonté d'une sculpture en forme de sarcophage décoré de trophées de guerre, drapeau, des baïonnettes et casque. L'année 1914 est gravée sous le sarcophage. Les petits côtés du mémorial sont ornés d'une épée sculptée, pointant vers le bas, tandis que le devant et l'arrière du monument sont sculptés de panneaux  surmontés d'une couronne sculptée. L'inscription du côté de la Marne est en français, tandis que l'inscription de l'autre côté est en anglais. Les armoiries de l' Empire britannique : Angleterre , Écosse , Pays de Galles et Irlande sont sculptés sur des piliers. Sur l'avant du mémorial se trouve une plaque commémorative portant les mots : 

« Leur nom est vivant pour toujours »

La dédicace du mémorial en anglais et en français est la suivante : 

« La gloire de Dieu et le souvenir durable des 3888 officiers et soldats dont les tombes ne sont pas connus au Corps expéditionnaire Britannique qui, mobilisé le 5 août 1914, débarqua en France en août 1914 et combattit à Mons, au Cateau, sur la Marne, sur l'Aisne, octobre 1914. »